# Rotem Shamir
Rotem Shamir (Golan, 1977) è un produttore cinematografico, regista e sceneggiatore israeliano.

## Biografia
La nonna paterna è piemontese, e il padre di Rotem ha vissuto in Piemonte per gran parte dell'infanzia. Shamir si trasferì a Gerusalemme all'età di 12 anni con la sua famiglia. Ha studiato Cinema all'Accademia di Belle Arti Bezalel a Gerusalemme. Ha prestato servizio militare in Israele come caposquadra nella fanteria. Shamir ha poi vissuto a New York tra il 1999 e il 2005, e ha studiato alla New School University.

## Carriera
Ha lavorato come montatore e regista per promozioni televisive e spot pubblicitari. Le sue campagne commerciali per "Star Wars" e "Uvda" hanno entrambi ottenuto il primo posto ai premi Promax di New York. Ha curato come editor il film "Phobidilia", selezionato e presentato al Festival internazionale del cinema di Berlino. Ha scritto e diretto Hostages, serie televisiva thriller israeliana, andata in onda dal 2013 al 2014, per 2 stagioni, sul canale israeliano Channel 10. La serie Tv è stato rifatta per il pubblico statunitense, e trasmessa dalla CBS. Lo show originale è stato trasmesso anche su BBC Four, Canal + e attualmente su Netflix. Lo spettacolo ha vinto il "Best International Drama" ai Golden Nymph Awards nel 2014 a Monte Carlo. Ha diretto la seconda stagione di "Fauda", scelta come una delle 10 migliori serie televisive del 2017 dal New York Times, e la terza stagione che andrà in onda nel 2019. Ha inoltre diretto il film per la televisione "Rescue bus 300".

## Filmografia

### Regista

#### Televisione
- Bnei Aruba - serie TV (2013)
- Fauda - serie TV (2017)
- Rescue Bus 300 - film TV (2018)

### Editor

#### Cinema
- Sheva Dakot Be'gan Eden  (2008)
- Phobidilia (2009)

#### Televisione
- Hachaverim Shel Naor - serie TV (2011)

### Sceneggiatore

#### Televisione
- Bnei Aruba (2013)
- Hostages (2013)

## Premi e riconoscimenti

### Golden Nymph Awards
- 2014 - "Best International Drama" per la serie televisiva Hostages